# 帧缓冲器

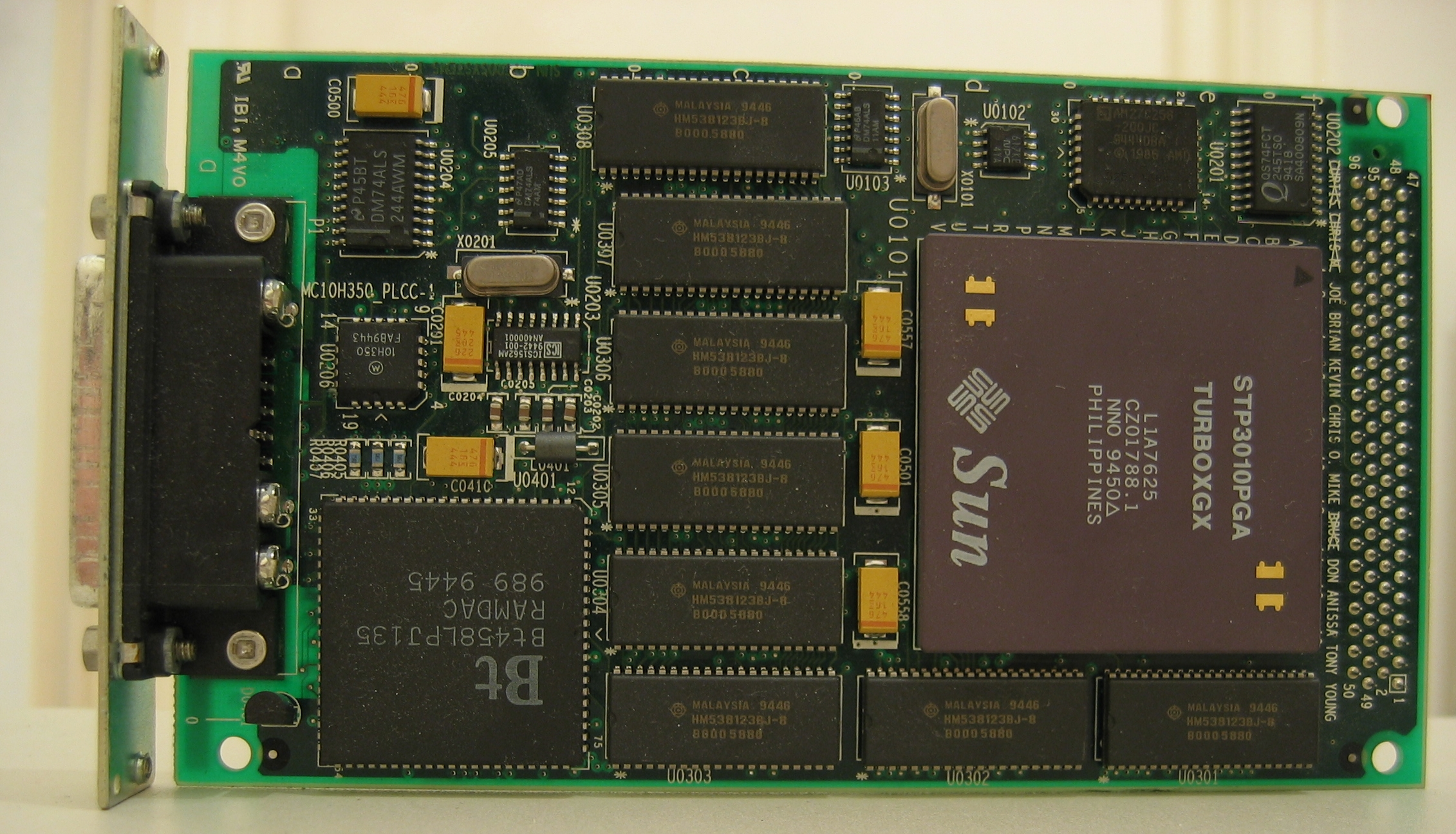
昇陽TGX影格緩衝區

帧缓冲器是一个视频输出设备，它从一个包含了完整帧数据的内存缓冲区驱动视频显示器。
内存缓冲区中的信息通常包含屏幕上每个像素的色彩值，色彩值常以1位、4位、8位、16位及 24位真彩色格式存储。有时还有一个alpha通道来保存像素的透明度。驱动帧缓冲器所需的总内存量取决于输出信号的分辨率、色彩深度和调色板大小。
向量显示器比帧缓冲器出现得早，二者有很大的不同。使用向量显示器时，只存储了图元（graphics primitives）的顶点。输出显示器的电子束按命令从一个顶点移动到另一个顶点，在这些点之间形成一个模拟的线条。而使用帧缓冲器时，电子束（如果显示技术使用了电子束）按命令在整个屏幕上从左到右、从上到下描绘（trace），也就是电视机呈现广播信号的方式。与此同时，屏幕上每个点的色彩信息从帧缓冲器中取出，形成一系列离散的像素。

## 显示模式
个人和家用计算机中的帧缓冲器中常有一些定义好的模式，也就是帧缓冲器可以工作的模式。这些模式可以自动配置硬件以输出不同的分辨率、色彩深度、内存布局及刷新频率等。
Unix中则通常没有这些便利，而是更倾向于直接操纵硬件。这可以更灵活地设置可以使用的分辨率、色彩深度和刷新频率，只受限于可用作帧缓冲器的内存。这种方法的一个副作用是，显示设备可能被迫工作在其力不能及的模式下，有时这会导致设备器硬件上的损坏。不过更常见的是，它会产生一些垃圾而无用的输出。现代的CRT显示器通过引入智能保护电路而解决了这一问题。如果被设置成了不可用的显示模式，则会显示出错误信息。
LCD也会含有这样一个保护电路，但并不是出于这个原因。由于LCD必须以数字形式采样显示信号（这样来模拟电子束），所以超出范围的信号无法物理地显示在监视器上。

## 调色板
传统的帧缓冲器支持的色彩模式很广泛。受限于昂贵的内存，大多数早期的帧缓冲器使用的是1位、2位、4位或 8位的色深。小的色深导致不能产生完整的色彩范围。其解决方法是为帧缓冲器增加一个查找表（lookup table，LUT），把帧缓冲器中存储的每个“颜色”作为一个索引。这就是所谓的索引色（indexed color）模式。
查找表扮演着调色板的角色，它包含的数据用以定义数量有限的——比如256种——色彩。但这256种色彩中的每种色彩本身，则是可能是用许多位（比如24b，每8位对应于三原色中的一色）定义的。有了24位，色彩就可以定义得更精细了。色彩总数有限的图像总还有些捉襟见肘，不过它们可以被精挑细选出来，故仍被认为比直接使用8位色略胜一畴。
在索引色模式下，帧缓冲器中存储的数据决定了调色板中256种色彩中的哪一种将用于当前像素，然后查找表中存储的数据被送往3个数-模转换器，这样来为显示器创建视频信号。
在有些设计中，也可以临时向查找表中写入数据或在已有调色板中切换，也允许把图像分割成一个个水平条，每个水平条使用自己的调色板，这样就可以呈现调色板范围更广的图像了。

## 内存访问
帧缓冲器通常是以直接映射到CPU内存空间的方式访问的，但这并不是唯一的方法。比如：
- 把整个帧缓冲器映射到一个给定的内存范围；
- 通过操作对应端口直接控制像素点或者色块；
- 把帧缓冲器映射到一个比它小的内存范围内，必要时进行内存库切换（bank switching）。

## 虚拟帧缓冲器
许多系统尝试模拟帧缓冲器设备的功能，通常是出于兼容性的考虑。两个最常见的虚拟帧缓冲器是Linux的fbdev及X Window的Xvfb。Linux的fbdev把对访问底层帧缓冲器的物理方式抽象成一个可靠的内存映射，以易于程序访问。这样增加了移植性，因为程序无须应对内存映射不连续的系统或要求内存库切换（bank switching）了。
在X Window System中添加Xvfb是为了在没有图形帧缓冲器时运行X，最初的原因已不可考，而在现代系统中它常被用以支持JVM之类的程序，这些程序不允许在无界面环境中产生动态图形。

## 画面交换
由于帧缓冲器通常是为处理多个分辨率而设计的，故其内存也通常比以低分辨率显示单帧所需要的内存大。由于内存的大小相当可观，故可以在不妨碍当前所显示帧的前提下向视频内存中写入新帧。这是通过告诉帧缓冲器为当前帧使用某一部分特定内存来实现的。这一部分的内存内容正在显示时，另一部分完全独立的内存被填充为下一帧的数据。一旦从缓冲区（通常称为“后端缓冲区”）被填充，帧缓冲器就被要求查看从缓冲区。此时主缓冲区（通常称为“前端缓冲区”）变成从缓冲区，从缓冲区则变成了主缓冲区。这一交换通常在垂直遮没间隔中完成，以避免屏幕被“撕裂”（即显示一半旧帧、一半新帧）。
现代多数帧缓冲器都有足够多的内存，以执行主从缓冲区的交换——即使是在高分辨率下。这样，它就成了PC游戏程序員所使用的一种标准技术。

## 图形加速器
图形加速器也就是现在所说的显卡。
随着对高质量图形的需求的增长，硬件厂商想出了一种方法以减少填充帧缓冲器所需的CPU时间。在Unix中常把这种硬件称为图形加速器。
常见的绘图命令（多为几何绘图指令）以原始形式（raw form）发送给图形加速器，加速器再把命令的结果点阵化（rasterize）给帧缓冲器。用这种方法，每条命令可以节约几千到几百万个CPU周期，这样CPU就可以转去处理其他工作了。
早期加速器专注于提高2D GUI系统的性能，现代的则专注于实时产生3D图像。常见的设计是使用OpenGL/DirectX之类的库把命令发给图形加速器，之后图形驱动程序把命令（commands）转换成加速器的GPU的指令（instructions），GPU使用这些微指令来计算出点阵化的结果。这些点阵化结果以位块形式（bit blitted）传送到帧缓冲器。之后帧缓冲器的信号与内置视频叠加设备（通常用以在不修改帧缓冲器数据的情况下产生鼠标指针）组合，模拟特效则通过修改输出信号的方式产生。模拟信号修改的一个例子是3dfx Voodoo卡使用的抗锯齿技术，它为输出信号添加一些轻微的模糊以淡化点阵化图像的锯齿。
1. ↑  Heckbert, Paul. . ACM SIGGRAPH Computer Graphics. 1982-07, 16 (3)  [2025-04-14]. ISSN 0097-8930. doi:10.1145/965145.801294.